# Phylip Harries
Phylip Harries (* in Swansea Valley, Südwales) ist ein walisischer Theater-, Filmschauspieler und Musicaldarsteller sowie Musiker.

## Leben
Harries ist Absolvent des Royal Welsh College of Music and Drama. Er ist seit vielen Jahren als Theater- und Musicaldarsteller tätig. Er spielt Saxophon, Pianoakkordeon und Bassgitarre. Gerne verknüpft er sein musikalisches Talent mit den Darbietungen auf der Bühne. Seine erste Filmrolle hatte Harries 1998 in A Light in the Valley. 2009 hatte er eine Besetzung in der Fernsehserie Torchwood. 2017 wirkte er im Spielfilm King Arthur: Excalibur Rising mit.

### Privates
Er ist mit der professionellen Harfenspielerin Mags Harries verheiratet. Das Ehepaar hat zwei Töchter. Tochter Mali Harries ist ebenfalls Schauspielerin und mit dem Schauspieler Matthew Gravelle verheiratet. Der Ehemann der zweiten Tochter ist der Schauspieler Andrew Teilo.

## Filmografie (Auswahl)
- 1998: A Light in the Valley
- 2001: Magic Grandad (Fernsehserie, Episode 3x03)
- 2001: Aladin (Fernsehfilm)
- 2004: High Hopes (Fernsehserie, Episode 3x02)
- 2006: The Story of Tracy Beaker (Fernsehserie, Episode 5x07)
- 2007: PSI-5 Troubled Spirits (Fernsehfilm)
- 2007: Y Pris (Fernsehserie, 5 Episoden)
- 2009: The Thorn Birds
- 2009: Torchwood (Fernsehserie, Episode 3x01)
- 2009: A Bit of Tom Jones?
- 2009: Cow (Fernsehfilm)
- 2010: Masterpiece
- 2011: Zanzibar (Fernsehserie, 2 Episoden)
- 2013: Inspector Mathias – Mord in Wales (Y Gwyll, Fernsehserie, Episode 1x04)
- 2015: The Kennedys (Fernsehserie, Episode 1x06)
- 2016: Trollied (Fernsehserie, Episode 6x06)
- 2017: King Arthur: Excalibur Rising
- 2019: The Accident (Fernsehserie, Episode 1x04)
- 2019: Tourist Trap (Fernsehserie, Episode 2x05)
- 2022: Documentary Now! (Fernsehserie, Episode 4x04)
- 2023: Steeltown Murders (Miniserie, Episode 1x04)

## Theater (Auswahl)
- Aladdin (Courtyard Theatre Hereford)
- Aberystwyth Mon Amour (Lighthouse Theatre)
- Tom – The Musical (Theatr Na Nog)
- The Secret of Belonging (Antic Theatre)
- A Midsummer Night’s Dream (Clwyd Theatr Cymru)
- The Princess and The Hunter (Theatr na n’Og)
- Ysvryd Beca (Sgript Cymru)
- Spam Man (Theatre West Glamorgan)
- Christmas Carol (Birmingham Rep)
- Pullin the Wool (Sherman Theatre)